# Лахти, Янне
Я́нне Ла́хти (фин. Janne Lahti; 20 июля 1982, Рийхимяки, Финляндия) — финский хоккеист, крайний нападающий.
В сезоне 2011/2012 Янне стал лучшим снайпером регулярного сезона СМ-Лиги, забросив 37 шайб в ворота соперников. Его хорошую игру заметили тренеры национальной сборной Финляндии и пригласили на чемпионат мира в Словакию, ставший для Лахти первым в карьере (до этого он провёл за сборную лишь 9 матчей на этапах Еврохоккейтура). Хотя роль первых скрипок на чемпионате сыграли другие форварды, Янне всё же поучаствовал в 5 матчах и вместе с остальными удостоился золотой медали за победу в турнире.